# Чистий Колодязь
Чи́стий Коло́дязь (у минулому — Панський Колодязь, Горлачів, Червоний Колодязь) — село в Україні, у Лосинівській селищній громаді Ніжинського району Чернігівської області. Населення становить 251 осіб.

## Історія назви
1800 року - хутір Панського Колодязя або хутір Панського Колодязя Кисельової.
1869 року - хутір Горлачів.
1892 року - хутір Панський Колодязь (Гарличів).
1901 року - хутір Панський Колодязь (Гарлача).
1924 року - хутір Панський колодязь.
1941 року - хутір Горлачів.

## Історія
Село засноване 1624 року. За переписом 1897 року кількість мешканців становила 523 осіб (255 чоловічої статі та 268 — жіночої), з яких 523 — православної віри.
19 травня 2016 року Постановою Верховної Ради України село Червоний Колодязь перейменоване на Чистий Колодязь.
12 червня 2020 року, відповідно до розпорядження Кабінету Міністрів України № 730-р «Про визначення адміністративних центрів та затвердження територій територіальних громад Чернігівської області», увійшло до складу Лосинівської селищної громади.
19 липня 2020 року, в результаті адміністративно-територіальної реформи та ліквідації Ніжинського(1923 - 2020) району, увійшло до складу новоутвореного Ніжинського району.

## Населення

### Мова
Розподіл населення за рідною мовою за даними перепису 2001 року:
| Мова       | Кількість | Відсоток |
| ---------- | --------- | -------- |
| українська | 245       | 97.61%   |
| російська  | 5         | 1.99%    |
| білоруська | 1         | 0.40%    |
| Усього     | 251       | 100%     |

## Постаті
- Петрик Сергій Вікторович (1987—2015) — уродженець села, солдат Збройних сил України, учасник російсько-української війни.
- Горлач Леонід Никифорович — мешканець села, український поет. Лауреат Національної премії України імені Тараса Шевченка 2013 року за збірку поезій «Знак розбитого ярма».